# Radu Căpîlnașiu
Sandu Victor Radu Căpîlnașiu (n. 25 martie 1961) este primar al municipiului Zalău, ales din partea PNL la alegerile locale din 2008, reales în 2012. 

## Avere, proprietăți și controverse
Căpîlnașiu, se numără printre foștii primari cu cele mai mari suprafețe de teren în proprietate din țară. Într-un clasament realizat de către Econtext după declarațiile de avere postate în urma alegerilor locale din 10 iunie 2012, Căpîlnașiu ocupa locul 3 la nivel național după suprafața totală a terenului deținut, cu terenuri ce însumează 59.952 metri pătrați de teren. O treime din acest teren este reprezentată de cei 20.000 de metri pătrați teren intravilan, din Valea Miții, unde  primarul Zalăului a cumpărat în 2006, alături de alți doi asociați, 12 hectare de teren. O parte din teren a fost vândut deja, Căpîlnașiu mai având acolo doar cei 20.000  de metri pătrați de teren, neplătiți încă fostului proprietar. „Voi renunța la suprafața respectivă, pentru că nu am de unde să plătesc, dar și pentru că am avut prea multe probleme cu acest teren”, ne-a declarat, după apariția acestui top, primarul. Problemele la care face referire Căpîlnașiu au legătură cu faptul că tranzacția a fost anchetată de DNA, deoarece la scurt timp după ce primarul a cumpărat terenul, a fost aprobat proiectul șoselei ocolitoare a Zalăului, care trecea taman pe acolo.